# Čaplynský rajón
Čaplynský rajón (ukrajinsky Чаплинський район) byl rajón v Chersonské oblasti na Ukrajině. Hlavním městem byla Čaplynka a rajón měl přibližně 34 tisíc obyvatel. 

## Sídla v rajónu
- Askanija-Nova
- Čaplynka